# Квантова електродинамика
Квантовата електродинамика е една от двете трактовки на електродинамиката, която на свой ред е дял от физиката.
Тя е част от квантовата теория на полето, която се занимава с електромагнитните (фотонните) и електронно-позитронните полета и тяхното взаимодействие. Свързана е с откриването на квантовата механика и началото ѝ е поставено в края на 20-те години на ΧΧ век.
В основата ѝ лежи представата, че електромагнитното поле може да се разглежда като своеобразен газ от кванти на полето – фотони, а електроните и позитроните – като кванти на електро-позитронно поле. Поради това, че константата на взаимодействието между тези две полета е достатъчно малка, се оказва възможно теорията да бъде така развита, че да води до проверими опитно количествени резултати.
Това дава възможност подробно да се изучат теоретически редица процеси, чието класическо третиране не води до резултати, например: разсейване на фотони от свободни или слабо свързани електрони (Комптънов ефект), излъчване на фотони при взаимодействие на електрони или позитрони с електростатично поле (спирачно лъчение). Особено важен резултат на квантовата електродинамика е получаването на преместване на енергичните нива на електрона в атома, дължащо се съгласно съвременните схващания на флуктуации на фотонното и електронно-позитронното поле. Квантовата електродинамика води до нови представи за вакуума, тоест за пространството, лишено от всякакви частици. Оказва се, че в него се раждат и унищожават фотони и електронно-позитронни двойки, т.е. вакуумът не е абсолютно празен.
Теоретичната работа на Ричард Файнман в областта на квантовата електродинамика свързва заедно явленията, които възникват при светлината, радиацията, магнетизма и електричеството. Независимо от него по същата теория работят Джулиан Швингер и Шиничиро Томонага:с. 240